# Kvalspelet till damernas turnering i volleyboll vid olympiska sommarspelen 2024
Kvalspelet till damernas turnering i volleyboll vid olympiska sommarspelen 2024 spelades 16 till 24 september 2023. I kvalet deltog 24 lag baserat på deras världsranking. Lagen tävlade om sex platser vid sommarspelen. Grupp B (som spelades i Japan) räknades som FIVB World Cup 2023.

## Regelverk

### Format
Lagen spelade gruppspel där alla lagen mötte alla andra lag i gruppen en gång. De två första lagen i varje grupp kvalificerade sig för sommarspelen.

### Metod för att bestämma tabellplacering
Om slutresultatet blev 3-0 eller 3-1 tilldelades 3 poäng till det vinnande laget och 0 till det förlorande laget, om slutresultatet blev 3-2 tilldelades 2 poäng till det vinnande laget och 1 till det förlorande laget.
Lagens position i respektive grupp bestämdes utifrån (i tur och ordning):
- Antal vunna matcher
- Poäng;
- Kvot vunna/förlorade set
- Kvot vunna/förlorade bollpoäng
- Inbördes möten.

## Deltagande lag
Lagen kvalificerade sig för turneringen baserat på FIVB:s världsranking 18 september 2022. Frankrike deltog inte då de som arrangörsland redan var kvalificerade. Inte heller Ryssland deltog, då de uteslutit som följd av Rysslands invasion av Ukraina 2022.
| Lag                     | Ranking                      |
| ----------------------- | ---------------------------- |
| Argentina               | 22:a på FIVB:s världsranking |
| Belgien                 | 11:a på FIVB:s världsranking |
| Brasilien               | 3:a på FIVB:s världsranking  |
| Bulgarien               | 16:a på FIVB:s världsranking |
| Kanada                  | 14:a på FIVB:s världsranking |
| Kina                    | 5:a på FIVB:s världsranking  |
| Colombia                | 19:a på FIVB:s världsranking |
| Sydkorea                | 23:a på FIVB:s världsranking |
| Tyskland                | 13:a på FIVB:s världsranking |
| Japan                   | 6:a på FIVB:s världsranking  |
| Italien                 | 2:a på FIVB:s världsranking  |
| Mexiko                  | 20:a på FIVB:s världsranking |
| Nederländerna           | 12:a på FIVB:s världsranking |
| Peru                    | 26:a på FIVB:s världsranking |
| Polen                   | 10:a på FIVB:s världsranking |
| Puerto Rico             | 17:a på FIVB:s världsranking |
| Tjeckien                | 18:a på FIVB:s världsranking |
| Dominikanska republiken | 9:a på FIVB:s världsranking  |
| Serbien                 | 1:a på FIVB:s världsranking  |
| Slovenien               | 25:a på FIVB:s världsranking |
| USA                     | 4:a på FIVB:s världsranking  |
| Thailand                | 15:a på FIVB:s världsranking |
| Turkiet                 | 7:a på FIVB:s världsranking  |
| Ukraina                 | 24:a på FIVB:s världsranking |

## Turneringen
Turneringen lottades 17 mars 2023 i Lausanne.
| Grupp A                 | Grupp B     | Grupp C   |
| ----------------------- | ----------- | --------- |
| Kanada                  | Argentina   | Colombia  |
| Kina                    | Belgien     | Sydkorea  |
| Mexiko                  | Brasilien   | Tyskland  |
| Nederländerna           | Bulgarien   | Italien   |
| Tjeckien                | Japan       | Polen     |
| Dominikanska republiken | Peru        | Slovenien |
| Serbien                 | Puerto Rico | USA       |
| Ukraina                 | Turkiet     | Thailand  |

### Grupp A

#### Resultat
| 16 september 2023 Beilun Gymnasium, Ningbo Speltid: 1:16 - Åskådare: 3 905 | Serbien                 | 3 - 0 | Mexiko                  | 25-16, 25-19, 25-23               |
| 16 september 2023 Beilun Gymnasium, Ningbo Speltid: 2:24 - Åskådare: 4 300 | Dominikanska republiken | 2 - 3 | Tjeckien                | 21-25, 25-21, 21-25, 26-24, 12-15 |
| 16 september 2023 Beilun Gymnasium, Ningbo Speltid: 2:13 - Åskådare: 3 750 | Nederländerna           | 2 - 3 | Kanada                  | 30-32, 25-19, 25-15, 17-25, 13-15 |
| 16 september 2023 Beilun Gymnasium, Ningbo Speltid: 1:19 - Åskådare: 7 800 | Kina                    | 3 - 0 | Ukraina                 | 25-21, 25-18, 25-21               |
| 17 september 2023 Beilun Gymnasium, Ningbo Speltid: 1:12 - Åskådare: 4 250 | Nederländerna           | 3 - 0 | Tjeckien                | 25-13, 25-18, 25-21               |
| 17 september 2023 Beilun Gymnasium, Ningbo Speltid: 2:06 - Åskådare: 5 600 | Dominikanska republiken | 3 - 2 | Kanada                  | 25-17, 22-25, 23-25, 25-18, 15-12 |
| 17 september 2023 Beilun Gymnasium, Ningbo Speltid: 1:10 - Åskådare: 6 150 | Serbien                 | 3 - 0 | Ukraina                 | 25-18, 25-18, 25-16               |
| 17 september 2023 Beilun Gymnasium, Ningbo Speltid: 0:59 - Åskådare: 7 850 | Kina                    | 3 - 0 | Mexiko                  | 25-14, 25-18, 25-7                |
| 19 september 2023 Beilun Gymnasium, Ningbo Speltid: 1:11 - Åskådare: 3 200 | Serbien                 | 3 - 0 | Kanada                  | 25-19, 25-17, 25-21               |
| 19 september 2023 Beilun Gymnasium, Ningbo Speltid: 1:25 - Åskådare: 2 850 | Dominikanska republiken | 3 - 0 | Ukraina                 | 25-17, 25-21, 31-29               |
| 19 september 2023 Beilun Gymnasium, Ningbo Speltid: 1:11 - Åskådare: 1 400 | Nederländerna           | 3 - 0 | Mexiko                  | 25-18, 25-18, 25-17               |
| 19 september 2023 Beilun Gymnasium, Ningbo Speltid: 1:17 - Åskådare: 7 100 | Kina                    | 3 - 0 | Tjeckien                | 25-12, 25-16, 25-23               |
| 20 september 2023 Beilun Gymnasium, Ningbo Speltid: 1:18 - Åskådare: 2 700 | Nederländerna           | 3 - 0 | Ukraina                 | 25-23, 25-21, 25-16               |
| 20 september 2023 Beilun Gymnasium, Ningbo Speltid: 1:17 - Åskådare: 3 200 | Dominikanska republiken | 3 - 0 | Mexiko                  | 25-17, 27-25, 25-16               |
| 20 september 2023 Beilun Gymnasium, Ningbo Speltid: 1:50 - Åskådare: 1 650 | Serbien                 | 3 - 1 | Tjeckien                | 25-20, 25-22, 30-32, 25-20        |
| 20 september 2023 Beilun Gymnasium, Ningbo Speltid: 2:08 - Åskådare: 7 800 | Kina                    | 2 - 3 | Kanada                  | 26-28, 25-15, 23-25, 25-22, 15-17 |
| 22 september 2023 Beilun Gymnasium, Ningbo Speltid: 1:45 - Åskådare: 3 200 | Serbien                 | 1 - 3 | Dominikanska republiken | 23-25, 25-18, 23-25, 17-25        |
| 22 september 2023 Beilun Gymnasium, Ningbo Speltid: 1:39 - Åskådare: 2 600 | Kanada                  | 3 - 1 | Ukraina                 | 25-22, 23-25, 25-12, 25-11        |
| 22 september 2023 Beilun Gymnasium, Ningbo Speltid: 1:50 - Åskådare: 1 200 | Tjeckien                | 3 - 1 | Mexiko                  | 25-17, 25-19, 18-25, 29-27        |
| 22 september 2023 Beilun Gymnasium, Ningbo Speltid: 2:15 - Åskådare: 7 800 | Kina                    | 2 - 3 | Nederländerna           | 25-18, 26-24, 19-25, 24-26, 13-15 |
| 23 september 2023 Beilun Gymnasium, Ningbo Speltid: 1:37 - Åskådare: 2 600 | Tjeckien                | 1 - 3 | Ukraina                 | 25-12, 23-25, 18-25, 15-25        |
| 23 september 2023 Beilun Gymnasium, Ningbo Speltid: 1:17 - Åskådare: 5 800 | Kanada                  | 3 - 0 | Mexiko                  | 25-22, 25-22, 25-17               |
| 23 september 2023 Beilun Gymnasium, Ningbo Speltid: 1:14 - Åskådare: 6 200 | Serbien                 | 3 - 0 | Nederländerna           | 25-19, 25-16, 25-20               |
| 23 september 2023 Beilun Gymnasium, Ningbo Speltid: 1:42 - Åskådare: 7 900 | Kina                    | 1 - 3 | Dominikanska republiken | 23-25, 25-21, 14-25, 14-25        |
| 24 september 2023 Beilun Gymnasium, Ningbo Speltid: 1:43 - Åskådare: 4 300 | Mexiko                  | 1 - 3 | Ukraina                 | 12-25, 22-25, 25-22, 19-25        |
| 24 september 2023 Beilun Gymnasium, Ningbo Speltid: 1:15 - Åskådare: 5 100 | Kanada                  | 3 - 0 | Tjeckien                | 25-20, 25-19, 25-21               |
| 24 september 2023 Beilun Gymnasium, Ningbo Speltid: 1:57 - Åskådare: 5 300 | Dominikanska republiken | 3 - 2 | Nederländerna           | 25-20, 20-25, 25-19, 23-25, 15-12 |
| 24 september 2023 Beilun Gymnasium, Ningbo Speltid: 1:42 - Åskådare: 7 950 | Kina                    | 3 - 1 | Serbien                 | 23-25, 25-22, 25-14, 25-22        |

#### Sluttabell
| Pos. | Lag                     | Pt | M | V | F | SV | SF | Kvot  | PV  | PF  | Kvot  |
| ---- | ----------------------- | -- | - | - | - | -- | -- | ----- | --- | --- | ----- |
| 1.   | Dominikanska republiken | 17 | 7 | 6 | 1 | 20 | 9  | 2,222 | 670 | 597 | 1,122 |
| 2.   | Serbien                 | 15 | 7 | 5 | 2 | 17 | 7  | 2,428 | 576 | 507 | 1,136 |
| 3.   | Kanada                  | 14 | 7 | 5 | 2 | 17 | 11 | 1,545 | 615 | 600 | 1,025 |
| 4.   | Kina                    | 14 | 7 | 4 | 3 | 17 | 10 | 1,700 | 620 | 544 | 1,139 |
| 5.   | Nederländerna           | 13 | 7 | 4 | 3 | 16 | 11 | 1,454 | 599 | 561 | 1,067 |
| 6.   | Ukraina                 | 6  | 7 | 2 | 5 | 7  | 17 | 0,411 | 493 | 563 | 0,875 |
| 7.   | Tjeckien                | 5  | 7 | 2 | 5 | 8  | 18 | 0,444 | 545 | 610 | 0,893 |
| 8.   | Mexiko                  | 0  | 7 | 0 | 7 | 2  | 21 | 0,095 | 435 | 571 | 0,761 |

      Kvalificerade för olympiska sommarspelen 2024

### Grupp B

#### Resultat
| 16 september 2023 Ariake Coliseum, Tokyo Speltid: 1:23 - Åskådare: 941    | Belgien     | 3 - 0 | Bulgarien   | 25-19, 26-24, 25-21               |
| 16 september 2023 Ariake Coliseum, Tokyo Speltid: 1:05 - Åskådare: 2 272  | Turkiet     | 3 - 0 | Puerto Rico | 25-19, 25-16, 25-14               |
| 16 september 2023 Ariake Coliseum, Tokyo Speltid: 1:16 - Åskådare: 4 769  | Brasilien   | 3 - 0 | Argentina   | 25-17, 25-20, 25-22               |
| 16 september 2023 Ariake Coliseum, Tokyo Speltid: 1:03 - Åskådare: 9 294  | Japan       | 3 - 0 | Peru        | 25-9, 25-19, 25-15                |
| 17 september 2023 Ariake Coliseum, Tokyo Speltid: 1:48 - Åskådare: 1 134  | Belgien     | 1 - 3 | Puerto Rico | 25-20, 23-25, 19-25, 19-25        |
| 17 september 2023 Ariake Coliseum, Tokyo Speltid: 1:16 - Åskådare: 2 144  | Turkiet     | 3 - 0 | Bulgarien   | 25-20, 25-19, 25-15               |
| 17 september 2023 Ariake Coliseum, Tokyo Speltid: 1:04 - Åskådare: 4 541  | Brasilien   | 3 - 0 | Peru        | 25-14, 25-13, 25-15               |
| 17 september 2023 Ariake Coliseum, Tokyo Speltid: 1:13 - Åskådare: 8 788  | Japan       | 3 - 0 | Argentina   | 25-18, 25-18, 25-23               |
| 19 september 2023 Ariake Coliseum, Tokyo Speltid: 1:23 - Åskådare: 561    | Belgien     | 0 - 3 | Argentina   | 21-25, 20-25, 18-25               |
| 19 september 2023 Ariake Coliseum, Tokyo Speltid: 1:46 - Åskådare: 1 327  | Turkiet     | 3 - 1 | Peru        | 25-18, 25-27, 25-17, 29-27        |
| 19 september 2023 Ariake Coliseum, Tokyo Speltid: 2:06 - Åskådare: 2 588  | Brasilien   | 3 - 2 | Bulgarien   | 25-13, 22-25, 27-29, 25-21, 15-8  |
| 19 september 2023 Ariake Coliseum, Tokyo Speltid: 1:14 - Åskådare: 7 789  | Japan       | 3 - 0 | Puerto Rico | 25-23, 25-21, 25-13               |
| 20 september 2023 Ariake Coliseum, Tokyo Speltid: 1:11 - Åskådare: 522    | Belgien     | 3 - 0 | Peru        | 25-12, 25-13, 25-21               |
| 20 september 2023 Ariake Coliseum, Tokyo Speltid: 1:39 - Åskådare: 1 327  | Turkiet     | 3 - 0 | Argentina   | 25-16, 22-25, 25-15, 25-15        |
| 20 september 2023 Ariake Coliseum, Tokyo Speltid: 1:04 - Åskådare: 2 623  | Brasilien   | 3 - 0 | Puerto Rico | 25-21, 25-15, 25-9                |
| 20 september 2023 Ariake Coliseum, Tokyo Speltid: 1:07 - Åskådare: 7 862  | Japan       | 3 - 0 | Bulgarien   | 25-20, 25-13, 25-11               |
| 22 september 2023 Ariake Coliseum, Tokyo Speltid: 2:10 - Åskådare: 605    | Puerto Rico | 3 - 2 | Argentina   | 28-30, 19-25, 25-19, 25-23, 15-8  |
| 22 september 2023 Ariake Coliseum, Tokyo Speltid: 1:14 - Åskådare: 1 229  | Bulgarien   | 3 - 0 | Peru        | 25-13, 25-18, 25-16               |
| 22 september 2023 Ariake Coliseum, Tokyo Speltid: 1:25 - Åskådare: 3 418  | Brasilien   | 0 - 3 | Turkiet     | 21-25, 27-29, 19-25               |
| 22 september 2023 Ariake Coliseum, Tokyo Speltid: 1:14 - Åskådare: 9 807  | Japan       | 3 - 0 | Belgien     | 28-26, 25-18, 25-14               |
| 23 september 2023 Ariake Coliseum, Tokyo Speltid: 1:24 - Åskådare: 1 074  | Puerto Rico | 3 - 0 | Peru        | 26-24, 25-22, 25-21               |
| 23 september 2023 Ariake Coliseum, Tokyo Speltid: 2:05 - Åskådare: 2 545  | Bulgarien   | 2 - 3 | Argentina   | 14-25, 25-14, 20-25, 25-19, 16-18 |
| 23 september 2023 Ariake Coliseum, Tokyo Speltid: 1:13 - Åskådare: 5 658  | Brasilien   | 3 - 0 | Belgien     | 25-18, 25-14, 25-20               |
| 23 september 2023 Ariake Coliseum, Tokyo Speltid: 1:40 - Åskådare: 10 250 | Japan       | 1 - 3 | Turkiet     | 25-22, 22-25, 24-26, 12-25        |
| 24 september 2023 Ariake Coliseum, Tokyo Speltid: 1:34 - Åskådare: 1 351  | Bulgarien   | 1 - 3 | Puerto Rico | 14-25, 25-20, 18-25, 12-25        |
| 24 september 2023 Ariake Coliseum, Tokyo Speltid: 1:41 - Åskådare: 2 452  | Argentina   | 3 - 2 | Peru        | 20-25, 25-12, 10-25, 25-18, 15-10 |
| 24 september 2023 Ariake Coliseum, Tokyo Speltid: 1:11 - Åskådare: 5 643  | Turkiet     | 3 - 0 | Belgien     | 25-14, 25-20, 25-21               |
| 24 september 2023 Ariake Coliseum, Tokyo Speltid: 2:05 - Åskådare: 10 213 | Japan       | 2 - 3 | Brasilien   | 21-25, 25-22, 25-27, 25-15, 10-15 |

#### Sluttabell
| Pos. | Lag         | Pt | M | V | F | SV | SF | Kvot  | PV  | PF  | Kvot  |
| ---- | ----------- | -- | - | - | - | -- | -- | ----- | --- | --- | ----- |
| 1.   | Turkiet     | 21 | 7 | 7 | 0 | 21 | 3  | 7,000 | 603 | 468 | 1,288 |
| 2.   | Brasilien   | 16 | 7 | 6 | 1 | 18 | 7  | 2,571 | 585 | 479 | 1,221 |
| 3.   | Japan       | 16 | 7 | 5 | 2 | 18 | 6  | 3,000 | 567 | 463 | 1,225 |
| 4.   | Puerto Rico | 11 | 7 | 4 | 3 | 12 | 13 | 0,923 | 529 | 552 | 0,958 |
| 5.   | Argentina   | 8  | 7 | 3 | 4 | 12 | 16 | 0,750 | 565 | 608 | 0,929 |
| 6.   | Belgien     | 6  | 7 | 2 | 5 | 7  | 15 | 0,467 | 461 | 508 | 0,907 |
| 7.   | Bulgarien   | 5  | 7 | 1 | 6 | 8  | 18 | 0,444 | 502 | 583 | 0,861 |
| 8.   | Peru        | 1  | 7 | 0 | 7 | 3  | 21 | 0,143 | 424 | 575 | 0,737 |

      Kvalificerade för olympiska sommarspelen 2024

### Grupp C

#### Resultat
| 16 september 2023 Atlas Arena, Łódź Speltid: 1:04 - Åskådare: 474    | USA      | 3 - 0 | Colombia  | 25-12, 25-12, 25-13               |
| 16 september 2023 Atlas Arena, Łódź Speltid: 1:12 - Åskådare: 805    | Tyskland | 3 - 0 | Thailand  | 25-22, 25-22, 25-20               |
| 16 september 2023 Atlas Arena, Łódź Speltid: 1:21 - Åskådare: 5 735  | Polen    | 3 - 0 | Slovenien | 25-18, 25-15, 25-22               |
| 16 september 2023 Atlas Arena, Łódź Speltid: 1:05 - Åskådare: 237    | Italien  | 3 - 0 | Sydkorea  | 25-11, 25-20, 25-17               |
| 17 september 2023 Atlas Arena, Łódź Speltid: 1:44 - Åskådare: 275    | Tyskland | 3 - 1 | Colombia  | 23-25, 28-26, 25-19, 25-14        |
| 17 september 2023 Atlas Arena, Łódź Speltid: 1:08 - Åskådare: 774    | USA      | 3 - 0 | Thailand  | 25-13, 25-16, 25-18               |
| 17 september 2023 Atlas Arena, Łódź Speltid: 1:45 - Åskådare: 4 231  | Polen    | 3 - 1 | Sydkorea  | 25-22, 24-26, 25-21, 25-9         |
| 17 september 2023 Atlas Arena, Łódź Speltid: 1:12 - Åskådare: 351    | Italien  | 3 - 0 | Slovenien | 25-15, 25-15, 25-17               |
| 19 september 2023 Atlas Arena, Łódź Speltid: 2:02 - Åskådare: 223    | Tyskland | 3 - 2 | Sydkorea  | 25-13, 25-21, 23-25, 22-25, 15-7  |
| 19 september 2023 Atlas Arena, Łódź Speltid: 1:38 - Åskådare: 313    | Italien  | 3 - 1 | Thailand  | 25-19, 21-25, 25-22, 25-18        |
| 19 september 2023 Atlas Arena, Łódź Speltid: 1:19 - Åskådare: 3 073  | Polen    | 3 - 0 | Colombia  | 25-21, 25-21, 25-13               |
| 19 september 2023 Atlas Arena, Łódź Speltid: 1:23 - Åskådare: 393    | USA      | 3 - 1 | Slovenien | 25-13, 25-13, 20-25, 25-13        |
| 20 september 2023 Atlas Arena, Łódź Speltid: 1:10 - Åskådare: 326    | Italien  | 3 - 0 | Colombia  | 25-15, 25-20, 25-20               |
| 20 september 2023 Atlas Arena, Łódź Speltid: 1:40 - Åskådare: 687    | USA      | 3 - 1 | Sydkorea  | 20-25, 25-17, 25-19, 25-17        |
| 20 september 2023 Atlas Arena, Łódź Speltid: 1:55 - Åskådare: 4 380  | Polen    | 2 - 3 | Thailand  | 18-25, 25-7, 22-25, 25-23, 12-15  |
| 20 september 2023 Atlas Arena, Łódź Speltid: 1:57 - Åskådare: 399    | Tyskland | 3 - 2 | Slovenien | 17-25, 25-21, 19-25, 25-16, 15-12 |
| 22 september 2023 Atlas Arena, Łódź Speltid: 2:01 - Åskådare: 111    | Colombia | 3 - 2 | Sydkorea  | 25-12, 14-25, 20-25, 25-20, 15-9  |
| 22 september 2023 Atlas Arena, Łódź Speltid: 1:29 - Åskådare: 374    | Thailand | 3 - 0 | Slovenien | 25-21, 25-23, 25-18               |
| 22 september 2023 Atlas Arena, Łódź Speltid: 2:06 - Åskådare: 7 929  | Polen    | 3 - 2 | Tyskland  | 20-25, 27-25, 25-21, 22-25, 15-12 |
| 22 september 2023 Atlas Arena, Łódź Speltid: 1:46 - Åskådare: 2 132  | Italien  | 1 - 3 | USA       | 19-25, 25-23, 21-25, 18-25        |
| 23 september 2023 Atlas Arena, Łódź Speltid: 2:04 - Åskådare: 385    | Colombia | 2 - 3 | Slovenien | 17-25, 25-19, 26-24, 18-25, 11-15 |
| 23 september 2023 Atlas Arena, Łódź Speltid: 1:06 - Åskådare: 946    | Thailand | 3 - 0 | Sydkorea  | 25-14, 25-16, 25-16               |
| 23 september 2023 Atlas Arena, Łódź Speltid: 1:51 - Åskådare: 10 101 | Polen    | 3 - 1 | USA       | 27-25, 16-25, 25-23, 25-16        |
| 23 september 2023 Atlas Arena, Łódź Speltid: 1:13 - Åskådare: 4 282  | Italien  | 3 - 0 | Tyskland  | 25-20, 25-22, 25-15               |
| 24 september 2023 Atlas Arena, Łódź Speltid: 1:16 - Åskådare: 247    | Sydkorea | 0 - 3 | Slovenien | 13-25, 20-25, 23-25               |
| 24 september 2023 Atlas Arena, Łódź Speltid: 1:55 - Åskådare: 444    | Thailand | 3 - 1 | Colombia  | 25-19, 20-25, 25-23, 28-26        |
| 24 september 2023 Atlas Arena, Łódź Speltid: 1:40 - Åskådare: 3 941  | USA      | 3 - 1 | Tyskland  | 24-26, 25-21, 25-9, 25-16         |
| 24 september 2023 Atlas Arena, Łódź Speltid: 1:43 - Åskådare: 8 242  | Polen    | 3 - 1 | Italien   | 15-25, 26-24, 25-23, 25-21        |

#### Sluttabell
| Pos. | Lag       | Pt | M | V | F | SV | SF | Kvot  | PV  | PF  | Kvot  |
| ---- | --------- | -- | - | - | - | -- | -- | ----- | --- | --- | ----- |
| 1.   | USA       | 18 | 7 | 6 | 1 | 18 | 19 | 2,714 | 626 | 474 | 1,320 |
| 2.   | Polen     | 18 | 7 | 6 | 1 | 18 | 20 | 2,500 | 644 | 573 | 1,123 |
| 3.   | Italien   | 15 | 7 | 5 | 2 | 15 | 17 | 2,428 | 572 | 480 | 1,191 |
| 4.   | Thailand  | 11 | 7 | 4 | 3 | 11 | 13 | 1,083 | 538 | 549 | 0,979 |
| 5.   | Tyskland  | 11 | 7 | 4 | 3 | 11 | 15 | 1,071 | 624 | 621 | 1,004 |
| 6.   | Slovenien | 6  | 7 | 2 | 5 | 6  | 9  | 0,529 | 510 | 574 | 0,888 |
| 7.   | Colombia  | 3  | 7 | 1 | 6 | 3  | 7  | 0,350 | 520 | 623 | 0,834 |
| 8.   | Sydkorea  | 2  | 7 | 0 | 7 | 2  | 6  | 0,285 | 488 | 628 | 0,777 |

      Kvalificerade för olympiska sommarspelen 2024

## Resultat för deltagande i andra turneringar
| Lag                     | Trupp | Position      |
| ----------------------- | --- | ------------- |
| Brasilien               | 2 Alecrim, 3 Costa, 5 Daroit, 6 de Menezes, 7 Montibeller, 9 Ratzke, 10 G. Guimarães, 11 Basso, 14 Araújo, 15 A.C. da Silva, 16 do Nascimento, 17 Bergmann, 19 Santos, 21 Rios. Förbundskapten: J. Guimarães            | 2:a i grupp B |
| Polen                   | 1 Stenzel, 5 Kąkolewska, 6 Ganszczyk, 7 Bociek, 9 Stysiak, 10 Fedusio, 11 Łukasik, 12 Szczygłowska, 14 Wołosz, 15 Czyrniańska, 26 Wenerska, 27 Pacak, 30 Różański, 95 Jurczyk. Förbundskapten: Lavarini                 | 2:a i grupp C |
| Dominikanska republiken | 1 Arias, 3 Eve, 4 Peralta, 5 Castillo, 6 Rodríguez, 7 Marte, 11 Ge. González, 15 Guillén, 16 Peña, 18 de la Cruz, 20 B. Martínez, 21 J. Martínez, 23 Ga. González, 25 L. Martínez. Förbundskapten: Kwiek                | 1:a i grupp A |
| Serbien                 | 1 Buša, 2 Lazović, 5 Popović, 8 Mirković, 9 Uzelac, 10 Ognjenović, 11 Kurtagić, 12 Pušić, 13 Bjelica, 14 Aleksić, 15 Stevanović, 16 Jegdić, 18 Bošković, 22 Lozo. Förbundskapten: Guidetti                              | 2:a i grupp A |
| USA                     | 4 Wong-Orantes, 5 Frantti, 6 Hentz, 7 Carlini, 10 Larson, 11 Drews, 12 Thompson, 15 Washington, 16 Rettke, 22 Plummer, 23 Robinson, 24 Ogbogu, 27 Skinner, 28 Evans. Förbundskapten: Kiraly                             | 1:a i grupp C |
| Turkiet                 | 1 Örge, 2 Aköz, 3 Özbay, 4 Vargas, 5 Aykaç, 6 Akman, 7 Baladin, 11 Cebecioğlu, 12 Şahin, 14 Erdem, 18 Güneş, 19 Kalaç, 22 Aydın, 99 Karakurt. Förbundskapten: Santarelli                                                | 1:a i grupp B |
| Argentina               | 1 Vera, 3 Nizetich, 4 Nosach, 5 Salinas, 7 Mercado, 9 Cugno, 10 Bulaich, 12 Rizzo, 13 Farriol, 14 Mayer, 15 Fortuna, 17 Herrera, 19 Graff, 20 Pelozo. Förbundskapten: Castellani                                        | 5:a i grupp B |
| Belgien                 | 2 Van Sas, 4 Lemmens, 7 Van Gestel, 9 Demeyer, 10 Martin, 12 Krenicky, 13 Janssens, 15 Van de Vyver, 17 Cos, 18 Rampelberg, 19 Van Avermaet, 21 Stragier, 22 Koulberg, 23 Debouck. Förbundskapten: Vansnick             | 6:a i grupp B |
| Bulgarien               | 5 Jordanova, 6 Paskova, 8 Barakova, 9 Bečeva, 11 Krivošijska, 13 Paškuleva, 14 Săjkova, 17 Marinova, 21 Stoyanova, 22 Koeva, 24 Guncheva, 26 Dokova, 27 Dudova, 30 Angelova. Förbundskapten: Micelli                    | 7:a i grupp B |
| Kanada                  | 3 van Ryk, 4 Savard, 5 Murmann, 6 White, 8 Ogoms, 9 Gray, 11 Mitrovic, 13 O'Reilly, 14 Howe, 15 Joseph, 17 Jost, 19 Maglio, 21 Heppell, 26 Pelland. Förbundskapten: Winzer                                              | 3:a i grupp A |
| Kina                    | 1 Yuan, 3 Diao, 4 Yang, 5 Gao, 6 Gong, 7 Wang Y.y., 10 Wang Y.l., 11 Zhong, 12 Li, 14 Zheng, 16 Ding, 17 Ni, 18 Wang M.j., 21 Wu. Förbundskapten: Bin                                                                   | 4:a i grupp A |
| Colombia                | 3 Segovia, 4 Pascua, 5 Olaya, 8 Zapata, 9 Ospino, 10 Toro, 12 Cuartas, 13 Gómez, 15 Marín, 20 Coneo, 21 Manco, 23 Murillo, 26 Lucumi, 27 Ramírez. Förbundskapten: Rizola                                                | 7:a i grupp C |
| Sydkorea                | 2 Lee J.a., 5 Kim D.i., 6 Park E.j., 7 Kim J.w., 8 Kim Y.y., 12 Moon J.w., 13 Park J.g., 14 Lee D.h., 15 Lee S.w., 17 Jung, 19 Pyo, 23 Kwon, 28 Lee H.b., 97 Kang. Förbundskapten: Hernández                            | 8:a i grupp C |
| Tyskland                | 2 Kästner, 3 Cesar, 4 Pogany, 6 Stautz, 9 Alsmeier, 10 Stigrot, 14 Schölzel, 16 Cekulaev, 17 Weihenmaier, 20 Drewniok, 21 Weitzel, 22 Strubbe, 23 Straube, 25 Maase. Förbundskapten: Heynen                             | 5:a i grupp C |
| Japan                   | 2 Hayashi, 3 Koga, 4 Ishikawa, 6 Seki, 9 Watanabe, 10 Inoue, 11 Yamada, 12 Fukudome, 17 Tanaka, 21 Matsui, 23 Miyabe, 24 Irisawa, 29 Nishimura, 37 Wada. Förbundskapten: Manabe                                         | 3:a i grupp B |
| Italien                 | 1 Lubian, 2 Degradi, 3 Villani, 4 Bosio, 7 Fersino, 11 Danesi, 14 Pietrini, 15 S. Nwakalor, 17 Sylla, 19 Squarcini, 20 Parrocchiale, 23 Gennari, 24 Antropova, 34 L. Nwakalor. Förbundskapten: Mazzanti                 | 3:a i grupp C |
| Mexiko                  | 1 Martínez, 3 Soto, 4 Rodríguez, 6 Castro, 9 Vela, 11 Urías, 12 Landeros, 15 Rivera, 16 Muñoz, 20 Topete, 25 Flores, 30 Márquez. Förbundskapten: Negro                                                                  | 8:a i grupp A |
| Nederländerna           | 1 Knip, 4 Plak, 5 Knollema, 7 Lohuis, 10 van Aalen, 12 Bongaerts, 14 Dijkema, 16 Baijens, 18 Jasper, 19 Daalderop, 23 Timmerman, 25 Reesink, 26 Dambrink, 33 Marring. Förbundskapten: Koslowski                         | 5:a i grupp A |
| Peru                    | 2 de la Peña, 3 Rodriguez, 4 Guerrero, 6 Vigil, 7 Ayme, 10 Patiño, 12 Muñoz, 13 Rojas, 14 Montes, 15 Ortiz, 17 Yabar, 18 Y. Sánchez, 19 Almeida, 21 E. Sánchez. Förbundskapten: Hervás                                  | 8:a i grupp B |
| Puerto Rico             | 1 Fuentes, 2 Venegas, 3 Vázquez, 5 Rivera, 8 Rojas, 11 Abercrombie, 12 Ortiz, 16 Santiago, 17 Cestero, 18 Hernández, 20 Cerame, 21 Victoriá, 23 Vélez. Förbundskapten: Morales                                          | 4:a i grupp B |
| Tjeckien                | 2 Hodanová, 4 Pavlová, 7 Bukovská, 8 Koulisiani, 9 Digrinová, 10 Valková, 11 Dostálová, 12 Kneiflová, 14 Kolářová, 16 Mlejnková, 19 Pelikánová, 22 Orvošová, 25 Brancuská, 61 Havelková. Förbundskapten: Athanasopoulos | 7:a i grupp A |
| Slovenien               | 1 Mlakar, 3 Pogačar, 4 Pucelj, 5 Lorber Fijok, 8 Zatkovič, 9 Šiftar, 10 Najdič, 11 Velikonja, 13 Milošič, 15 Mazej, 18 Planinšec, 19 Kukman, 20 Banko, 27 Ramić. Förbundskapten: Bonitta                                | 6:a i grupp C |
| Thailand                | 1 Srithong, 2 Pannoy, 3 Guedpard, 5 Nuekjang, 12 Bamrungsuk, 13 Tomkom, 16 Kokram, 17 Janthawisut, 18 Kongyot, 19 Moksri, 21 Sooksod, 29 Thanapan, 30 Nahuanong, 99 Bundasak. Förbundskapten: Sriwacharamaytakul        | 4:a i grupp C |
| Ukraina                 | 1 Milenko, 2 Meljusjkyna, 4 Lutsenko, 6 Njemtseva, 7 Dorsman, 9 Olijnyk, 14 Sjarhorodska, 16 Majevska, 17 Chober, 19 Dantjak, 23 Dymar, 24 Krajduba, 26 Kotar, 29 Kodola. Förbundskapten: Petkov                        | 6:a i grupp A |

|  | Kvalificerade för damernas turnering i volleyboll vid olympiska sommarspelen 2024. |